# عرین الاسود
عرین الاسود (به معنای «کنام شیرها») یک گروه مسلح فلسطینی است که در کرانه باختری فعالیت می‌کند. این گروه در اوت ۲۰۲۲ ظاهر شد، سالی که حملات تیراندازی و چاقو به غیرنظامیان و سربازان اسرائیلی افزایش یافت. نام این گروه برگرفته از لقب ابراهیم النابلسی (شیر نابلس) است. او یک شبه‌نظامی برجسته اهل نابلس بود در ژوئیه ۲۰۲۲ در حملهٔ اسرائیل کشته شد. این سازمان شامل بعضی از اعضای دیگر سازمان‌های مبارز فلسطینی که به‌طور سنتی با فتح مخالفند (از جمله حماس و جهاد اسلامی فلسطین) و حتی اعضای ناراضی یا جوان تر فتح است. بنا بر گزارش‌ها، مرکز این گروه در شهر قدیمی نابلس قرار دارد.
این سازمان توسط یک فلسطینی ۲۵ ساله به نام محمد العزیزی که بیشتر با نام «ابو صالح» شناخته می‌شود و دوستش عبدالرحمن سبوح یا «ابو آدم» ۲۸ ساله تأسیس شد. هر دوی آنها در ژوئیه ۲۰۲۲ در جنگ کشته شدند. این گروه محبوبیت خود را در میان فلسطینیان در کرانه باختری تجربه کرده است و مرتباً ویدیوهای حملات خود را به TikTok و تلگرام به اشتراک می‌گذارد. حساب تیک‌تاک آنها در اکتبر ۲۰۲۲ به حالت تعلیق درآمد، که باعث شد این گروه بقیه ویدیوهای خود را در حساب تلگرام خود منتشر کند که تا ۲۴ فوریه ۲۰۲۳ دارای ۲۳۸٬۰۰۰ مشترک بوده است.

## زمینه
سال ۲۰۲۲ مرگبارترین سال در کرانه باختری برای فلسطینیان از سال ۲۰۱۵ بود، علی‌الخصوص بر نابلس و جنین؛ زیرا خشونت‌های شهرک‌نشینان افراطی یهودی افزایش قابل توجهی داشت. پس از کشته شدن یک سرباز اسرائیلی در ۱۱ اکتبر ۲۰۲۲، که عرین الاسود مسئولیت آن را بر عهده گرفت، نابلس در محاصره شدیدی قرار گرفت که فلسطینیان به عنوان مجازات دسته جمعی اعتراض می‌کنند.

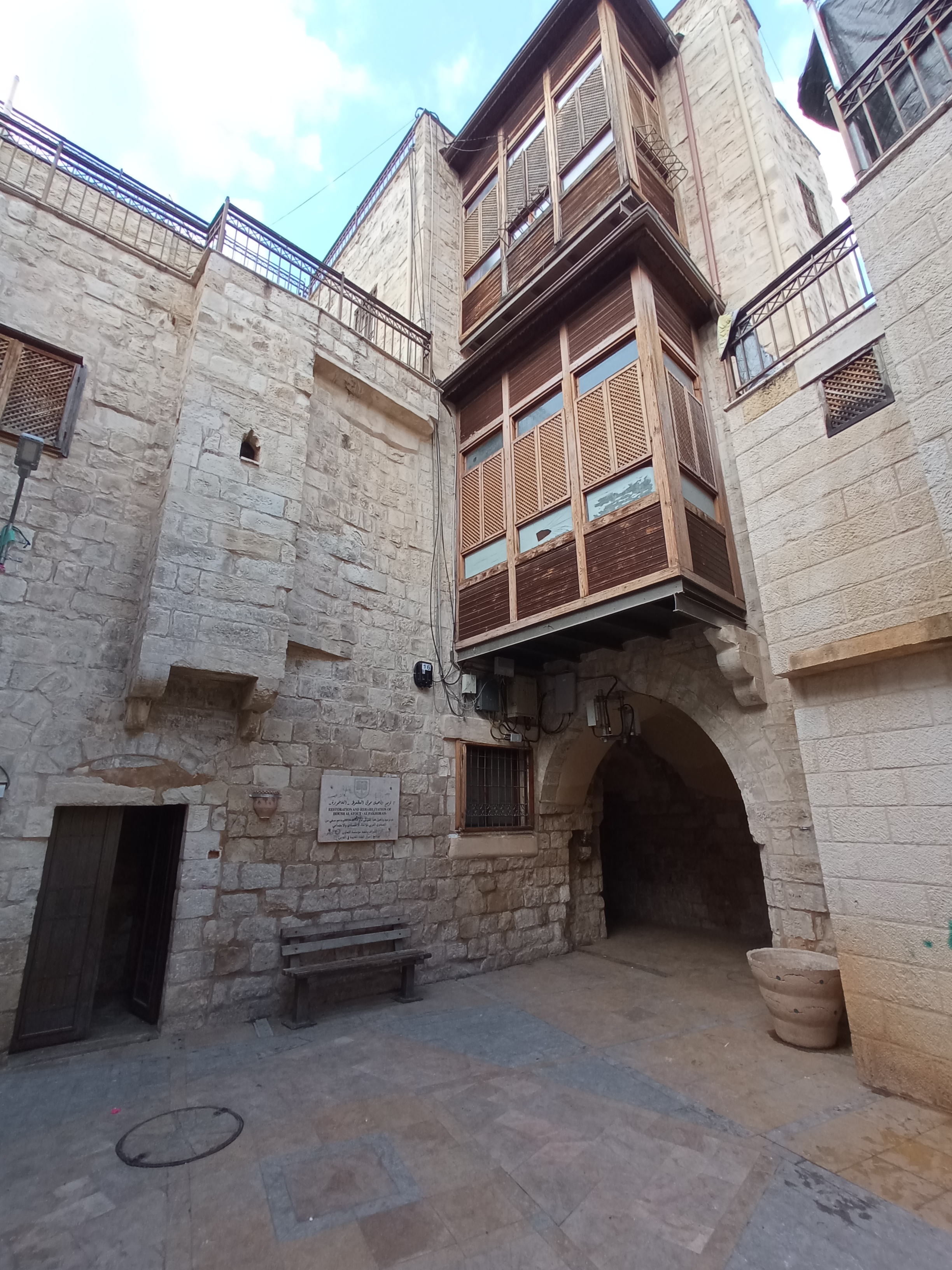
مقر اصلی عرین الاسود در شهر قدیم نابلس

## جدول زمانی

### پاییز ۲۰۲۲
- اوت - اولین بار رسانه‌های فلسطینی در ۱۵ اوت به این گروه اشاره کردند. این گروه مسئولیت حمله به سربازان ارتش اسرائیل در رجیب، کرانه باختری را بر عهده گرفت.[۱۳]
- ۲ سپتامبر - این گروه اولین تظاهرات خود را در نابلس برگزار کرد و از دو عضو جهاد اسلامی فلسطین که در ماه ژوئیه کشته شده بودند، تجلیل کرد.[۱۳]
- ۹ سپتامبر - پلیس اسرائیل گفت که طرح این گروه برای انجام یک حمله گسترده در جنوب تل آویو را خنثی کرده است و مظنونی را که قصد داشت با دو بمب لوله و یک مسلسل دستی وارد شهر شود، دستگیر کرد.[۱۴][۱۳]
- ۱۹ سپتامبر - یکی از فرماندهان گردان‌های عزالدین قسام به نام «مصبا شتیه» توسط نیروهای تشکیلات خودگردان فلسطینی در نابلس دستگیر شد که منجر به درگیری بین صدها شبه نظامی و نیروهای امنیتی شد و در نتیجه یک غیرنظامی به ضرب گلوله نیروهای خودگردان کشته شد.[۱۵] نیروهای امنیتی فلسطین اعلام کردند که کشف کرده‌اند که شتیه نیز یکی از اعضای لانه شیرها بوده است.[۱۶]
- ۲۲ سپتامبر - گلوله‌ها به شهرک اسرائیلی هار براچا و یک پست نظامی نزدیک آن شلیک شد. ارتش اسرائیل گفت ۶۰ گلوله در نزدیکی آن پیدا شده است. لانه شیرها مسئولیت آن را بر عهده گرفت.[۱۷]
- ۲۵ سپتامبر - یکی از اعضای لانه شیرها در یک کمین ارتش اسرائیل کشته شد.[۱۸]
- ۲ اکتبر - یک تاکسی و اتوبوس توسط ستیزه‌جویان در نزدیکی الون موره در کرانه باختری مورد اصابت گلوله قرار گرفتند و راننده تاکسی زخمی شد. تظاهرات شهرک نشینان محلی اسرائیل در اعتراض به این حادثه با شلیک گلوله مورد حمله قرار گرفت و یک سرباز زخمی شد. لانه شیرها مسئولیت این حوادث را بر عهده گرفت.[۱۹][۲۰]
- گلوله‌ها به سوی نیروهای اسرائیلی در نزدیکی ایتامار و بیتا شلیک می‌شود، اما به کسی آسیبی نرسید.[۲۱]
- ۵ اکتبر - یک حمله ارتش اسرائیل برای یافتن مظنونان حملات ۲ اکتبر، یکی از اعضای گروه را دستگیر کرد و منجر به کشته شدن یک ستیزه‌جو شد.[۲۲]
- ۱۱ اکتبر - شهرک نشینان اسرائیلی تظاهراتی را در اورشلیم در اعتراض به حملات اخیر برگزار کردند. یک سرباز ۲۱ ساله اسرائیلی که برای دفاع از این گروه تعیین شده بود مورد اصابت گلوله قرار گرفت و کشته شد. لانه شیرها مسئولیت آن را بر عهده گرفت.[۱۱]
- ۱۶ اکتبر - عکس پرچم.[۲۳]
- به گزارش جروزالم پست، رسانه‌های عبری گزارش دادند که یایر لاپید، نخست‌وزیر، نفتالی بنت، نخست‌وزیر جایگزین و بنی گانتز وزیر دفاع به همراه سران موساد و شین بت اسرائیل برای گفتگو دربارهٔ این گروه و تنش‌های اخیر در کرانه باختری با یکدیگر دیدار کردند.[۲۴]
- ۱۸ اکتبر - صهیب شتیه، برادر کوچکتر مصبا شتیه، به عنوان یکی از اعضای گروه شناسایی و توسط ارتش اسرائیل دستگیر شد.[۷]
- ۲۳ اکتبر - تامر الکیلانی، یکی از بنیانگذاران لانه شیرها، بر اثر بمبی که در یک موتورسیکلت در نابلس، در کرانه باختری اشغالی کار گذاشته شده بود، کشته شد.[۲۵]
- ۲۵ اکتبر - سربازان اسرائیلی به آپارتمانی در نابلس که توسط این گروه به عنوان مقر استفاده می‌شد یورش بردند. سه شبه نظامی لانه شیرها از جمله رهبر و یکی از بنیانگذاران وادی الحوح کشته شدند. دو غیرنظامی فلسطینی نیز در مناطق مجاور کشته شدند. ساعاتی پس از این حمله، تظاهراتی در شهر نبی صالح آغاز شد که منجر به کشته شدن یک فلسطینی توسط سربازان اسرائیلی شد.[۲۶]

### ۲۰۲۳
- ۲۲ فوریه - نظامیان اسرائیلی به شهر نابلس فلسطین حمله کردند.[۲۷] هدف اولیه اعضای لانه شیرها حسام بسام اسلامی (۲۴) و محمد عمر «جنیدی» ابوبکر (۲۳) بودند که هدف گلوله قرار گرفتند و کشته شدند. پنج عضو دیگر گروه نیز در جریان آتش‌سوزی در شهر کشته شدند. چهار غیرنظامی فلسطینی از جمله سه مرد مسن و یک پسر نیز توسط نظامیان اسرائیلی کشته شدند.[۲۸]